# رنو
گروه رنو (به فرانسوی: Groupe Renault) شرکت خودروسازی چندملیتی فرانسوی است، که در زمینه طراحی، توسعهٔ فناوری و تولید انواع خودرو، کامیون، تراکتور، اتوبوس و خودروهای برقی فعال است و پیش‌تر در زمینه طراحی و تولید هواگرد و موتورهای هواگرد نیز فعالیت داشته‌است. دفتر مرکزی این شرکت در شهر بولوین-بیانکور، فرانسه قرار دارد.
شرکت رنو در سال ۲۰۱۱ پس از گروه فولکس‌واگن و پژو سیتروئن به‌عنوان سومین خودروساز اروپا شناخته شد. این شرکت هم‌اکنون در رتبه نهم از بزرگترین شرکت‌های خودروسازی جهان قرار دارد.
شرکت رنو مالک اکثریت سهام شرکت رومانیایی داچیا، شرکت ترکیه‌ای اویاک-رنو، شرکت کره‌ای رنو سامسونگ موتورز و شرکت ایرانی رنو پارس است. این شرکت هم‌چنین ۴۳٪ از سهام شرکت ژاپنی نیسان و ۲۵٪ درصد از شرکت روسی آوتوواز را نیز در اختیار دارد. دولت فرانسه با در اختیار داشتن ۱۵ درصد از سهام رنو، بزرگترین سهام‌دار آن محسوب می‌شود.
شرکت رنو فعالیت گسترده‌ای نیز در مسابقات اتومبیل‌رانی و موتوراسپرت داشته و تیم فرمول یک رنو در طول سال‌های گذشته یکی از موفق‌ترین تیم‌های فرمول یک بوده‌است.

## تاریخچه
کارآفرین و صنعتگر فرانسوی؛ لوئی رنو بنیان‌گذار شرکت رنو است، که نخستین خودرو او رنو تیپ ای نام داشت و در سال ۱۸۹۸ ساخته شد. شرکت رنو به‌طور رسمی در سال ۱۸۹۹ توسط لوئی رنو و برادرانش (مارسل و فرناند) با نام رنو فررس با یک سرمایه کوچک تأسیس شد.
ابتدای دهه ۱۹۰۰ میلادی رنو ابداع جعبه دنده رانش مستقیم (به انگلیسی: Direct Drive) را به نام خود ثبت کرد. با گسترش سریع شرکت، فروش سالانه آن‌ها بالا گرفت و با توسعه نیروی کار در سال ۱۹۰۲ توانستند وسعت کارخانه را به ۷٫۵۰۰ متر مربع گسترش دهند. در همان سال، لوئی اقدام به ساخت نخستین موتور تحت نام تجاری رنو، با چهار سیلندر و ۲۴ اسب بخار نمود و بسیار زود پس از آن امتیاز موتور توربو را برای او دربرداشت.
در سال ۱۹۰۳ در مسابقه‌ای که بین پاریس و مادرید انجام شد، در اثر تصادف، مارسل رنو در سن ۳۱ سالگی درگذشت. در این تصادف ۶ نفر کشته و ۱۵ نفر دیگر نیز آسیب دیدند. در این سال (۱۹۰۳) فرناند رنو، آغاز به دایر کردن شبکه فروش محصولات رنو و تأسیس شرکت تجاری در خارج از فرانسه، در کشورهای انگلستان، بلژیک، ایتالیا، آلمان و اسپانیا نمود.
در سال ۱۹۰۵ این شرکت، سفارشی برای ساخت ۲۵۰ دستگاه تاکسی دریافت کرد، که این قرارداد، در عمل، رنو را از یک کارگاه، به یک کارخانه تولید انبوه و سازنده شماره یک فرانسه تبدیل نمود. در سال ۱۹۰۷ در حدود نیمی از تاکسی‌های شهر لندن، رنو بودند. در سال ۱۹۱۹ لوئی رنو در صنایع خودرو اروپا به‌طور جداگانه در میان رقیبان آمریکایی رخنه کرد و با آن‌ها به رقابت پرداخت.
در طول جنگ جهانی اول، رنو نقش مهمی را ایفا می‌کرد، که دو واقعه آن روزها، قابل توجه بودند: نخست واقعه تاکسی‌های وارونه؛ که به ۵۰۰ دستگاه تاکسی رنو اشاره دارد، که در خلال جنگ جهانی اول، برای حمل سربازان در پاریس استفاده شدند. دوم تانک سبکی که در سال ۱۹۱۷ طراحی شد و نقش کلیدی در پیروزی متفقین ایفا نمود.
در پایان جنگ رنو با کارخانه‌هایی در بلژیک، انگلستان و اسپانیا، کماکان، تولیدکننده اصلی خودرو در فرانسه محسوب می‌شد. در سال ۱۹۴۰ پس از آنکه فرانسه به اشغال آلمان درآمد، لوئی رنو از ساختن تانک برای آلمان نازی سر باز زد و آلمان‌ها کنترل کارخانه را در دست گرفته و آغاز به ساخت کامیون‌های بارکش نمودند.
در آن زمان دولت موقت جمهوری فرانسه، لوئی رنو را، متهم به همکاری با آلمان‌ها کردند و پس از آزادسازی ویشی فرانسه در سال ۱۹۴۴ وی را دستگیر نمودند و در زندان فرزنه، محبوس کردند. وی در اوضاع آشفته آن روزها، در سال ۱۹۴۵ در حالی که منتظر محاکمه خود بود، در زندان درگذشت.
در اول ژانویه ۱۹۴۵ در پی حکم ژنرال دوگل، بر اساس اتهامی اثبات نشده، شرکت از لوئی رنو سلب امتیاز گردید و کارخانه رنو، ملی اعلام شد. این شرکت، برای ۵۰ سال بعدی، تحت کنترل دولت باقی ماند. فلسفه اصلی تغییر نیافت و ابداعات متعددی همچنین در دنیای مسابقات نیز عرضه شد.

این شرکت در سال ۱۹۹۰ کارخانجات ماک را خریداری کرد و اکنون نیز مالک آن می‌باشد. رنو در سال ۱۹۹۹ معادل، ۴۵٪ درصد از سهام نیسان را خرید و ۱۵٪ درصد سهام خود را به نیسان داد. در همین سال سامسونگ نیز به رنو پیوست و با مشارکت دو شرکت رنو سامسونگ موتورز راه‌اندازی شد.

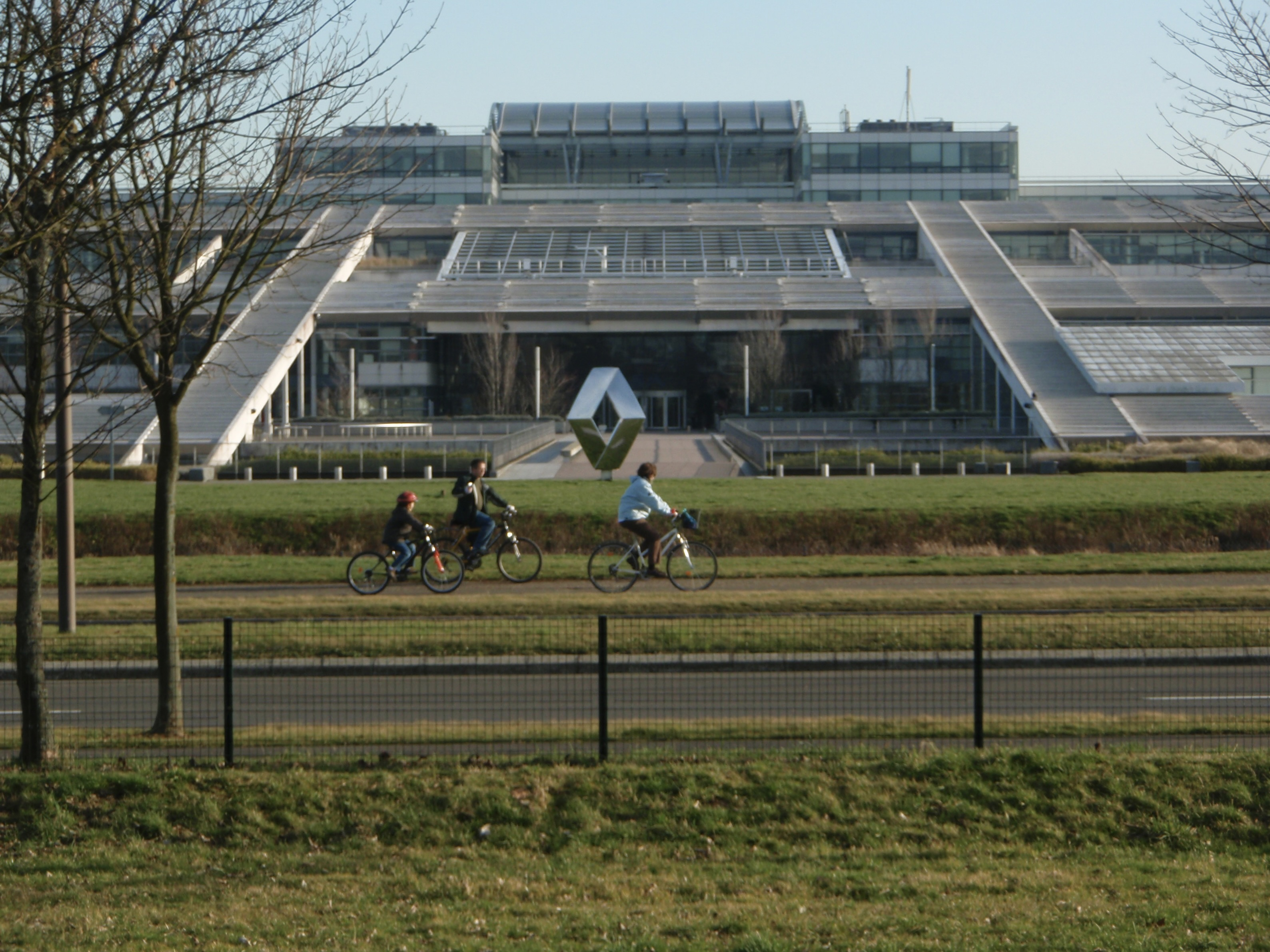
مرکز تحقیق و توسعه رنو، در گویانکور، که ۱۲٫۰۰۰ نفر در آن اشتغال دارند

در سال ۲۰۰۰ قراردادی بین ولوو و رنو امضا شد که با واگذاری ۲۰٪ درصد سهام ولوو به این شرکت، رنو حضور فعالی در ساخت کامیون پیدا کرد. در سال ۲۰۰۱ ساخت دوچرخه‌های کوهستانی و خیابانی را آغاز کرد و مشارکت رنو و نیسان سبب شد که نیسان به سود دهی بیشتری برسد.
رنو در سال ۲۰۰۵ با رانندگی فرناندو آلونسو به قهرمانی مسابقات فرمول یک دست یافت و در سال ۲۰۰۹ آغاز به طراحی و ساخت خودروهای الکتریکی کرد. رنو با مشارکت فرانس تلکوم نخستین تولیدکننده خودرو «آدیس لاین» با سامانه ماهواره‌ای بوده و مدل «ول ساتیس» رنو به عنوان بی صداترین خودرو جهان شناخته شده‌است. دفتر مرکزی رنو در بیلانکورت واقع شده و بیش از ۱۲۴ هزار نفر در ۱۱۸ کشور دنیا برای رنو کار می‌کنند.

## سهام‌داران
در فهرست زیر سهام‌داران عمده شرکت رنو، در انتهای سال مالی ۲۰۱۱ با ذکر درصد مالکیت هر یک، درج شده‌است.
| سهام‌دار     | درصد مالکیت |
| ----------- | ----------- |
| دولت فرانسه | ۱۵٫۰۱٪ درصد |
| نیسان       | ۱۵٪ درصد    |
| دایملر آ گ  | ۳٫۱۰٪ درصد  |
| کارکنان     | ۳٫۰۶٪ درصد  |
| شناور       | ۶۲٫۴۶٪ درصد |

## مدل‌های تولید شده
| سال‌های تولید         | مدل                | توضیحات | تصویر             |
| خودروهای سوپرمینی    | خودروهای سوپرمینی  | خودروهای سوپرمینی | خودروهای سوپرمینی |
| -------------------- | ------------------ | --- | ----------------- |
| ۱۹۴۶–۱۹۶۱            | رنو ۴سی‌وی          | این مدل در زمان تولید و عرضه بعلت شباهتی که به فولکس قورباغه‌ای داشت، باعث شد که گروهی به اشتباه آن را کپی شده از این خودروی آلمانی فرض نمایند، که در واقع اینگونه نبود. شرکت رنو در دهه‌های ۱۹۴۰ و ۱۹۵۰ شمار ۱٫۵ میلیون دستگاه از این مدل خودرو را تولید و به‌فروش رساند.                                          |                   |
| ۱۹۶۱–۱۹۶۲            | رنو ۳              | نسخه اولیه از مدل رنو ۴ محسوب می‌شود. |                   |
| ۱۹۶۱–۱۹۹۲            | رنو ۴              | این مدل نخستین خودروی ۵-در شرکت رنو بود، که در اقشار مختلف، طرفدار داشت و تا سال‌های ابتدایی از دهه ۱۹۹۰ همچنان به شکل انبوه تولید می‌شد. رنو از این مدل بیش از ۸ میلیون دستگاه به فروش رساند. |                   |
| ۱۹۷۲–۱۹۹۶            | رنو ۵              | یکی از انقلابی‌ترین مدل‌های رنو در زمان خود محسوب می‌شد، که در طراحی آن، توجه اصلی به هزینه پایین تولید و ابعاد کوچکتر خودرو معطوف بود. گنجایش موتورهای این مدل از ۸۵۰ سی‌سی تا ۱۸۰۰ سی‌سی بود. |                   |
| ۱۹۸۰–۱۹۸۶            | رنو ۵ توربو        | خودروی چهار سیلندر موتور وسط بود، که موتور آن به توربو شارژر مجهز شده بود. ظرفیت موتور با حجم ۱۳۹۷ سی‌سی ساخته شده بود، که توان خروجی آن بالغ بر ۱۶۰ اسب بخار و حداکثر گشتاور نیرو به ۲۱۰ نیوتن بر متر، رسیده بود.                                                                                                |                   |
| ۱۹۷۴–۱۹۸۳            | رنو ۷              | خودروی ۴-در و در کلاس لیفت بک، سدان بود، که بر پایه پلتفرم رنو ۵ طراحی و تنها در کشور اسپانیا تولید گردید. |                   |
| ۱۹۹۰–۱۹۹۸            | رنو کلیو           | در اواسط سال ۱۹۹۰ تولید و عرضه شد. در ساخت این مدل نیز از پلتفرم رنو ۵ الهام گرفته شد، که دو بار در سال‌های ۱۹۹۴ و ۱۹۹۶ نیز تغییراتی در طراحی آن ایجاد گردید. |                   |
| ۱۹۹۳–۲۰۰۷            | رنو توئینگو        | خودرویی با شتاب بالا در جاده‌ها محسوب می‌شد. در سال ۱۹۹۸ تغییرات جزئی در بدنه و ظاهر آن ایجاد شد و در سال ۲۰۰۳ تغییرات زیادی در این مدل داده شد، که برای نمونه می‌توان به بهبود سامانه ترمز، تغییر حجم و طراحی موتور، با ظرفیت ۱٫۲ لیتر و ۱۶ سوپاپ، همچنین افزودن سامانه ناوبری اشاره کرد.                          |                   |
| ۱۹۹۸–۲۰۰۵            | رنو کلیو دو        | نسل دوم از رنو کلیو؛ که با دو تغییر نسبت به نسل اول این مدل، عرضه شد. در سال ۲۰۰۱ مدل چراغ‌های عقب و جلوی این مدل تغییر پیدا کرد. در سال ۲۰۰۳ موتوری جدید با حجم ۲ لیتر با آرایش ۱۶ سوپاپ، با توان خروجی ۱۷۹ اسب بخار نیز جایگزین موتور پیشین شد.                                                                 |                   |
| ۲۰۰۵-اکنون           | رنو کلیو سه        | نسل سوم رنو کلیو با موتوری شش سیلندر و توان ۲۰۱ اسب بخار می‌باشد، که نخستین مرحله توسعه آن در سال ۲۰۰۹ انجام شد. |                   |
| ۲۰۰۷-اکنون'          | رنو توئینگو دو     | نسل دوم از مدل رنو توئینگو می‌باشد، که در کلاس هاچ‌بک ۳-در، طراحی شده‌است. |                   |
| خودروی کامپکت        |                    | |                   |
| ۱۹۳۷–۱۹۵۵            | رنو جاواکواترو     | نخستین بار در نمایشگاه خودرو ۱۹۳۷ پاریس، از این مدل رونمایی شد. نخست به‌طور عمده توسط اداره پست فرانسه مورد استفاده قرار گرفت. در سال ۱۹۳۹ نسخه ۲-در و سدان ۴-در آن نیز به بازار عرضه شد. |                   |
| ۱۹۵۶–۱۹۶۸            | رنو دوفین          | به عنوان یک سدان چهار در با موتور عقب ساخته شد. |                   |
| ۱۹۶۸–۱۹۸۰            | رنو ۶              | در والادولید، اسپانیا، همچنین کشورهای کلمبیا و آرژانتین تولید و عرضه شده‌است. طراحی آن خودروهای موتور وسط-محور جلو بوده‌است. |                   |
| ۱۹۷۶–۱۹۸۲            | رنو ۱۴             | فرانسه و بلژیک تولید شده، این خودرو در کلاس خودروی کامپکت لیفت بک قرار گرفته‌است. |                   |
| ۱۹۸۱–۱۹۸۸            | رنو ۹ و ۱۱         | مدل‌های خواهر رنو ۹ و رنو ۱۱، هر دو مدل در کلاس دیفرانسیل جلو هستند، که گونه رنو۹ سدان ۴-در و رنو۱۱ هاچ‌بک ۳ و ۵-در ساخته شد. این مدل به جهت مصرف بنزین پائین، در طول زمان تولید خود در همه کشورهای غرب اروپا به‌طور گسترده به‌فروش رسید. در پاییز ۱۹۸۸ تولید این مدل متوقف شد.                                      |                   |
| ۱۹۸۸–۱۹۹۷            | رنو ۱۹             | این مدل یکی از با کیفیت‌ترین خودروهای رنو می‌باشد و نخست به عنوان یک خودروی هاچ‌بک به بازارهای خودرو عرضه گردید، سپس در تابستان ۱۹۸۹ مدل سدان آن نیز ساخته شد. در سال ۱۹۹۱ توسط شرکت کارمان توسعه پیدا کرد. |                   |
| ۱۹۹۵–۲۰۰۳            | رنو مگان           | این مدل نخست در کلاس کلاسیک سالن ساخته شد و تا سال ۱۹۹۹ مدل کوپه و کوپه کروکی آن نیز وارد بازار گردید. تا سال ۲۰۰۳ مدل‌های سدان و استیشن واگن آن نیز ساخته شد. |                   |
| ۲۰۰۲–۲۰۰۹            | رنو مگان دو        | نسل دوم از مدل رنو مگان است، که با تمرکز بر افزایش ایمنی خودرو، توسعه یافته‌است. این مدل در تست تصادفات، دارای گواهی یورو ان‌سی‌ای‌پی می‌باشد. |                   |
| ۲۰۰۸–۲۰۱۶            | رنو مگان سه        | نسخه سوم از مدل رنو مگان است که نخستین بار در نوامبر ۲۰۰۸ به بازار عرضه شد. تولید مدل کوپه ۳-در آن نیز از ژانویه ۲۰۰۹ آغاز گردید. |                   |
| ۲۰۱۶-اکنون           | رنو مگان چهار      | نسل چهارم از مدل رنو مگان است، که خودرویی کوچک در کلاس خودروهایی چون فورد فوکوس ،پژو ۳۰۸ و فولکس واگن گلف می‌باشد. |                   |
| خودروهای خانواده     |                    | |                   |
| ۱۹۶۲–۱۹۷۳            | رنو ۸              | سدان ۴-در با کشیدگی طراحی در عقب و موتوری ۴ سیلندر می‌باشد. |                   |
| ۱۹۶۹–۱۹۸۰            | رنو ۱۲             | نخستین خودروی سایز متوسط رنو بود، که در اواسط سال ۱۹۶۹ وارد بازار شد. این خودرو در کشور رومانی، تحت نام داچیا ۱۳۰۰/۱۴۰۰ و تحت لیسانس شرکت رنو، تولید می‌شد. گرچه تولید این مدل از رنو در سال ۱۹۸۰ متوقف شد ولی تنها در رومانی، تا سال ۲۰۰۶ تولید آن ادامه داشت. از مدل رنو ۱۲ شمار ۴٫۲ میلیون دستگاه به‌فروش رسید. |                   |
| ۱۹۷۸–۱۹۸۶            | رنو ۱۸             | خودرویی سدان بود، که از سال ۱۹۷۹ مدل استیشن واگن آن نیز وارد بازار شد. در کل ۵ موتور برای این مدل ساخته شد، که عبارتند از: ۱٫۴ لیتر، ۱٫۷ لیتر، ۱٫۶ لیتر توربو، ۲٫۲ لیتر و ۲٫۱ لیتر توربو دیزل. |                   |
| ۱۹۸۶–۱۹۹۴            | رنو ۲۱             | در دو گونه ۲٫۱ لیتر دیزلی و ۲ لیتر توربو و در کلاس‌های سدان، واگن و هاچ‌بک ساخته شد. |                   |
| ۱۹۹۴–۲۰۰۱            | رنو لاگونا         | نخستین بار در کلاس هاچ‌بک وارد بازار شد. از سال ۱۹۹۵ توسعه آن آغاز شد و در نتیجه چندین بار توسعه، در کلاس‌ها و موتورهایی با گنجایش مختلف ساخته شد. در اوایل ۲۰۰۱ که تولید آن توسط رنو متوقف شد، بیش از ۱٫۵ میلیون دستگاه رنو لاگونا توسط این شرکت فرانسوی بفروش رسیده بود.                                         |                   |
| ۲۰۰۱–۲۰۰۷            | رنو لاگونا دو      | در کلاس‌های هاچ‌بک و استیشن واگن در دهه ۲۰۰۰ عرضه گردید. |                   |
| ۲۰۰۷–تاکنون          | رنو لاگونا سه      | نسل سوم از رنو لاگونا است، که از سال ۲۰۰۷ با مشارکت شرکت‌های نیسان و رنو تولید و عرضه می‌شود. |                   |
| ۲۰۰۹–تاکنون          | رنو فلیوینس        | بر پایه مدل رنو مگان طراحی و ساخته شده‌است و نخستین بار در سال ۲۰۰۹ در نمایشگاه بین‌المللی خودروی فرانکفورت از آن رونمایی شد. |                   |
| خودروی شرکتی         |                    | |                   |
| ۱۹۵۱–۱۹۶۰            | رنو فرگیت          | نخستین بار در سال ۱۹۵۰ در نمایشگاه خودرو پاریس رونمایی شد. |                   |
| ۱۹۶۵–۱۹۷۹            | رنو ۱۶             | نخستین خودروی متوسط شرکت رنو بود، که در کلاس هاچ‌بک طراحی و ساخته شد و در سال ۱۹۶۵ وارد بازار گردید. این مدل به‌عنوان خودروی سال ۱۹۶۶ اروپا انتخاب شد. |                   |
| ۱۹۷۵–۱۹۸۴            | رنو ۳۰             | نخستین خودروی ۶ سیلندر ساخته شده توسط رنو، در دوران پس از جنگ جهانی دوم بود. این مدل به‌طور مشترک با شرکت‌های پژو و ولوو توسعه یافت و مدل ۴ سیلندر آن، در سال ۱۹۷۸ عرضه شد. |                   |
| ۱۹۷۵–۱۹۸۴            | رنو ۲۰             | |                   |
| ۱۹۸۳–۱۹۹۲            | رنو ۲۵             | |                   |
| ۱۹۹۲–۱۹۹۸            | رنو سفقان          | |                   |
| ۲۰۰۰–۲۰۰۹            | رنو ول ساتیس       | |                   |
| ۲۰۱۰-اکنون           | رنو لتیتیود        | بر پایه رنو سامسونگ اس‌ام۵. |                   |
| خودروهای اسپورت کوپه |                    | |                   |
| ۱۹۵۸–۱۹۶۸            | رنو کاراول         | طراحی این مدل، بر پایه رنو دوفین می‌باشد. |                   |
| ۱۹۷۱–۱۹۷۹            | رنو ۱۵             | خودروی کوپه با پیشرانه ۹۰ اسب بخار و موتوری ۴ سیلندر، با ظرفیت ۱۲۸۹ سی‌سی بود، که در طول دهه ۱۹۷۰ عرضه گردید. حداکثر سرعت رنو ۱۵ بالغ بر ۱۵۰ کیلومتر بر ساعت برآورد شده‌است. |                   |
| ۱۹۷۱–۱۹۷۹            | رنو ۱۷             | این مدل، شباهت بسیاری با مشخصات رنو ۱۵ دارد و تفاوت آن‌ها در گنجایش موتور این دو مدل می‌باشد. ظرفیت موتور رنو ۱۷ معادل ۱۵۶۵ سی‌سی و حداکثر سرعت آن ۱۷۰ کیلومتر بر ساعت بده است. |                   |
| ۱۹۸۰–۱۹۸۶            | رنو فیوگو          | بر پایه طراحی رنو ۱۵، رنو ۱۷ و رنو ۱۸ ساخته شده‌است. |                   |
| ۱۹۹۵–۱۹۹۹            | رنو اسپورت اسپایدر | خودروی رودستر ۲-در است که در دهه ۱۹۹۰ توسط رنو تولید شد. |                   |
| ۲۰۰۱–۲۰۰۳            | رنو اوانتایم       | کوپه ون منحصر بفردی بود، که در سال ۲۰۰۱ تولید شد ولی بعلت تعطیلی کارخانه شرکت تولیدکننده، یعنی ماترا، در سال ۲۰۰۳ پس از تولید ۸٫۵۰۰ دستگاه، خط تولید آن متوقف شد. |                   |
| ۲۰۰۸–تاکنون          | رنو لاگونا کوپه    | نسل سوم از رنو لاگونا است، که در کلاس کوپه تولید شده‌است. |                   |
| ۲۰۰۹–تاکنون          | رنو مگان کوپه      | نسل سوم از رنو مگان است، که در دو کلاس کوپه و اسپورت تولید شده‌است. |                   |
| خودروهای اس‌یووی      |                    | |                   |
| ۲۰۰۸–تاکنون          | رنو کولئوس         | طراحی این مدل، به‌طور مشترک توسط شرکت‌های رنو و رنو سامسونگ موتورز انجام شده‌است. |                   |
| خودروهای وانت        |                    | |                   |
| ۱۹۵۰–۱۹۵۷            | رنو کالریل         | |                   |
| ۱۹۸۴–۱۹۹۱            | رنو اسپیس          | طراحی این مدل توسط ماترا انجام شده‌است، که در فاصله سال‌های ۱۹۸۴ تا ۱۹۹۱ توسط رنو تولید و عرضه می‌شد. |                   |
| ۱۹۹۱–۱۹۹۶            | رنو اسپیس دو       | مدل توسعه یافته از رنو اسپیس و نسل دوم این مدل است، که طراحی موتور آن بر پایه رنو ۲۵ انجام شده‌است. |                   |
| ۱۹۹۶–۲۰۰۳            | رنو سینیک          | بر پایه مدل رنو مگان طراحی و تولید می‌شد. |                   |
| ۱۹۹۶–۲۰۰۲            | رنو اسپیس سه       | نسل سوم از مدل رنو اسپیس بود که توسط شرکت ماترا توسعه پیدا کرد. |                   |
| ۲۰۰۰–تاکنون'         | رنو اسپیس چهار     | نسل چهارم از خودروی رنو اسپیس است، که توسط شرکت ماترا توسعه پیدا کرد. |                   |
| ۲۰۰۳–۲۰۰۹            | رنو سینیک دو       | نسل دوم از رنو سینیک است، که مدل کوچک از خودروی رنو مگان نسل دوم نیز می‌باشد. |                   |
| ۲۰۰۴–۲۰۱۲            | رنو مودس           | بر پایه مدل‌های رنو توینگو و کلیو. |                   |
| ۲۰۰۹–تاکنون'         | رنو سینیک سه       | بر پایه مدل رنو وگان نسل سوم. |                   |
| خودروهای استیشن      |                    | |                   |
| ۱۹۶۵–۱۹۹۲            | رنو اف۴            | بر روی پلتفرم مدل رنو ۴. |                   |
| ۱۹۸۵–۱۹۹۸            | رنو رپید           | بر پایه مدل نسل دوم رنو ۵. |                   |
| ۱۹۹۸–۲۰۰۷            | رنو کانگو          | طراحی توسط سیتروئن. |                   |
| ۲۰۰۸-اکنون           | رنو کانگو دو       | نسل دوم از رنو کانگو. |                   |
| خودروهای ون          |                    | |                   |
| ۱۹۸۱–۱۹۹۸            | رنو مستر یک        | |                   |
| ۱۹۸۱–۲۰۰۱            | رنو ترافیک یک      | |                   |
| ۱۹۹۸–۲۰۱۰            | رنو مستر دو        | بر پایه نیسان اینتراستار. |                   |
| ۲۰۰۱-اکنون           | رنو ترافیک         | بر پایه خودروی اوپل ویوارو. |                   |
| ۲۰۱۰-اکنون           | رنو مستر سه        | |                   |
|                      |                    | |                   |

## رنو در ایران
اسناد تأسیس رنو پارس به تاریخ ۱۶ مارس ۲۰۰۴ توسط رئیس هیئت مدیره و مدیرعامل رنو، رئیس هیئت مدیره و مدیرعامل سازمان گسترش و نوسازی صنایع ایران، مدیرعامل‌های وقت شرکت‌های پارس خودرو، ایران خودرو و سایپا به امضاء رسید. از این تاریخ، فعالیت رنو پارس به عنوان یک شرکت مشارکتی، که مسئولیت هماهنگی و همکاری میان رنو و صنعت خودروسازی ایران را به عهده دارد، آغاز گردید.
تا سال ۲۰۱۸ مدل‌های زیر از رنو در ایران یا مونتاژ می‌شوند یا مونتاژ می‌شده‌اند یا به ایران وارده شده‌اند:
- رنو ۴ توقف تولید
- رنو ۵ توقف تولید
- رنو ۲۱ توقف تولید
- رنو تندر ۹۰
- رنو ساندرو
- رنو داستر
- رنو سیمبل
- رنو مگان
- رنو لاگونا کوپه
- رنو لتیتیود
- رنو سفقان
- رنو اسکالا
- رنو فلوئنس
- رنو کپچر
- رنو تلیسمان
- رنو کولئوس
- رنو ترافیک[۱۰]

برخی خودروهایی که با برند رنو در ایران موجود می‌باشند، در قالب سی‌کی‌دی توسط شرکت رنو به کارخانجات سه شرکت ایران خودرو، سایپا و پارس خودرو تحویل داده می‌شود و فرایند مونتاژ آن‌ها تحت نظارت رنو پارس انجام می‌گیرد. برخی دیگر از مدل‌های رنو نیز به صورت سی بی یو از طریق نمایندگی رسمی این شرکت در ایران، یعنی شرکت نگین خودرو به بازار عرضه می‌شود.
محصولات شرکت رنو تراکس نیز که از شرکت‌های تابعه اسبق رنو می‌باشد و شامل کامیون و اتوبوس است، توسط شرکت رنو تراکس ایران و شرکت شهاب خودرو، در ایران مونتاژ می‌شوند.